# Museum of Neon Art
Das Museum of Neon Art (MONA) ist ein Kunstmuseum in Glendale im Los Angeles County, das als Sammlungsschwerpunkt Leuchtröhrenkunst hat: Das Museum konzentriert sich auf Kunst, die mit Strom und Bewegung zu tun hat. Die Betreiber betrachten Neon als Bindeglied zwischen wissenschaftlichen Prinzipien und künstlerischem Ausdruck. Neonkunst kann Elektrotechnik, kreatives Design und grundlegende Konzepte der Physik und Chemie nutzen.
Sowohl seltene alte Neonschilder als auch Werke mit Bezug auf Neonlicht von zeitgenössischen Künstlern, deren Werke von abstrakten geometrischen Formen und ungewöhnlichen optischen Effekten bis hin zu beweglichen mechanischen Skulpturen reichen, werden ausgestellt. Außerdem sammelt das Museum Kinetische Kunst, restauriert die Objekte und stellt sie aus. Die Geschichte und die Technologie der Neonbeschilderung und Kunst werden ebenfalls vorgestellt.

## Geschichte
Das Museum wurde 1981 von Lili Lakich und Richard Jenkins gegründet.  1996 wurde das Museum in den Renaissance Tower verlegt. Das MONA hat durch sein „LUMENS-Projekt“ mit der Stadt L.A. und der Bustour „Neon Cruise“, das Bewusstsein für historische Leuchtreklame gefördert.